# Jože Plečnik
Jože Plečnik (Ljubljana, 23 de janeiro de 1872 - Ljubljana, 7 de janeiro de 1957) foi um arquiteto esloveno cuja obra está presente em cidades como Ljubljana, sua cidade natal, assim como Viena, Belgrado e Praga.

## Biografia
Plečnik nasceu em Ljubljana, atual capital da Eslovênia, então parte da Áustria-Hungria. Terceiro filho de um carpinteiro, ele e seus dois irmãos estudaram até o começo do ensino médio e então trabalharam na oficina de carpintaria de seu pai, que não tolerava artistas em sua família e queria que seus filhos seguissem carreiras "práticas". Dentre seus irmãos, Jože se destacou ao ganhar uma bolsa de estudos para estudar na Escola Profissional de Graz, onde se formou em carpintaria em 1888, vindo inclusive a colaborar no projeto do Parque Joanneum, também em Graz.
Em 1892, seu pai faleceu, mas Plečnik, com apenas 20 anos, era muito jovem para prosseguir com os negócios da família. Assim ele se mudou para Viena, aonde por algum tempo trabalhou como designer de móveis, vindo depois a estudar na Academia de Belas Artes. Logo, porém, ele saiu desta e tornou-se aluno do arquiteto e educador Otto Wagner, estudando com ele de 1894 a 1897, e depois trabalhando no escritório de Wagner até 1900. Nesse período, ele viajou para Roma e Paris, o que influenciou mais tarde seu estilo arquitetônico. No escritório de Otto, Plečnik adotou como estilo preferido a "Secessão Vienense", uma escola que renegava os motivos decorativos históricos para adotar ornamentos mais leves e orgânicos.
De 1900 a 1910, Plečnik exerceu seu ofício em Viena, mudando-se para Praga em 1911, onde foi professor no Colégio de Artes e Ofícios. Em 1920, começou a trabalhar no Castelo de Praga, sendo nomeado arquiteto-chefe pelo presidente da Tchecoslováquia, Tomáš Masaryk. Até 1934, Plečnik trabalhou em numerosas obras no Castelo de Praga. A maior parte dos trabalhos no castelo foi realizada enquanto Plečnik estava em Ljubljana, para onde se mudara em 1921, e onde lecionava na recém-formada Universidade de Ljubljana.

Plečnik viveu o resto da sua vida em Ljubljana, onde se concentram a maioria de suas obras. Sua crescente reputação, contudo, foi prejudicada após a Segunda Guerra Mundial, quando suas obras, no contexto comunista da Iugoslávia, passaram a ser vistas como elitistas, e suas escolhas pessoais, como a alta religiosidade, foram criticadas com ceticismo. Da década de 1940 em diante, Plečnik não realizou nenhuma obra significativa, exceto por algumas fontes, monumentos menores e reformas em igrejas. Após sua morte, em 1957, ele foi amplamente esquecido, até que, nas décadas de 1980 e 1990, o interesse em sua arquitetura foi retomado, com a ascensão da escola pós-modernista no lugar das sóbrias construções soviéticas.

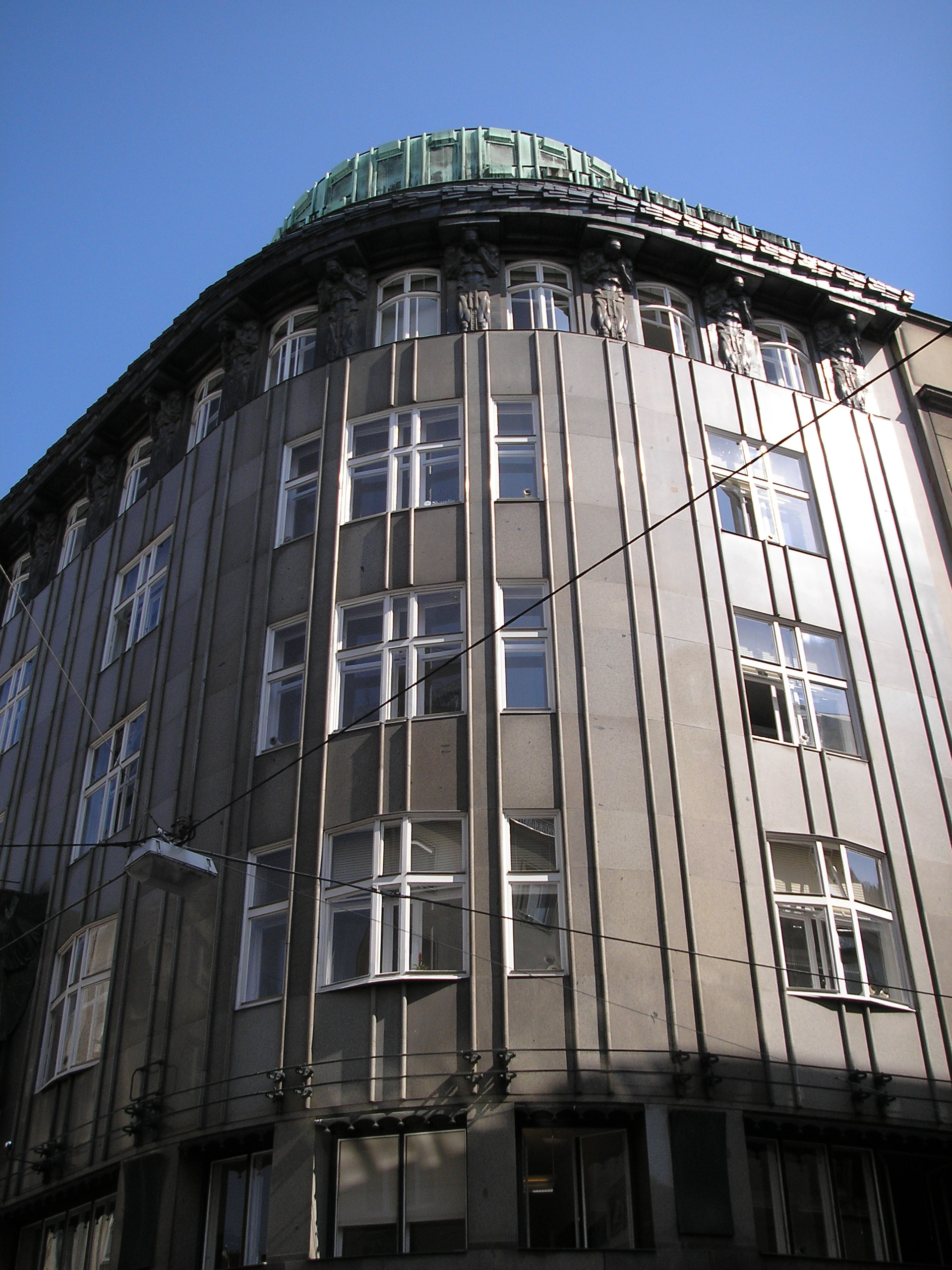
A Zacherlhaus, edifício até hoje em posse da família Zacherl, que o encomendou a Jože Plečnik

## Principais Obras
Em ordem cronológica, as principais obras de Jože Plečnik são:
- Langer House, Viena (1900-1901)

A Langer House, em Viena, foi o primeiro grande projeto de Plečnik.
- Zacherlhaus, Viena (1903-1905)

A Zacherlhaus é um prédio originalmente residencial e comercial construído no centro de Viena. Até hoje está junto ao patrimônio da família Zacherl, que o usa como prédio comercial.
- Igreja do Espírito Santo, Viena (1908-1913)
- Castelo de Praga, Praga (1920-1934)

Plečnik realizou várias reformas e anexos ao castelo, tendo sido inclusive o arquiteto-chefe da Tchecoslováquia.
- Igreja do Coração Sagrado de Jesus, Praga (1921-1932)
- Estádio Bežigrad, Ljubljana (1923-1939)

O Estádio Bežigrad é atualmente a casa do time de futebol NK Olimpija, mas atualmente está fechado para uma reforma que o ampliará para cerca de 12 mil assentos e acrescentará uma garagem subterrânea com capacidade para 2.300 veículos.
- Igreja de São Francisco de Assis, Ljubljana (1925-1927)
- Câmara de Comércio Trabalho e Indústria, Ljubljana (1925-1927)
- Edifício do Banco de Celje, Celje (1927-1930).

O prédio do Banco Popular de Poupanças, ou Banco de Celje, ainda é um importante edifício no centro de Celje, mantendo seu propósito original.
- Igreja de Santo Antônio de Pádua, Belgrado (1928-1932)
- Edifício da companhia de seguros Vzajemna zavarovalnica, Ljubljana (1928-1939)
- Tromostrovje ou "Ponte Tripla", Ljubljana (1929-1932)

A Tromostrovje é uma ponte de Ljubljana de madeira feita em 1280. Em 1657 ela foi reconstruída após um incêndio, e em 1929, Jože Plečnik adicionou mais duas pontes em seus dois lados, o que lhe rendeu seu nome atual.
- Biblioteca Nacional-Universitária, Ljubljana (1930-1941)

O edifício sede da Biblioteca Nacional Universitária Eslovena é por muitos considerado a melhor criação de Jože Plečnik. A Biblioteca é o maior órgão educacional da Eslovênia. Há planos para a construção de uma nova sede, cuja realização tem sido adiada por décadas devido à descoberta de um sítio arqueológico na área.
- Ponte Cobblers, Ljubljana (1931-1932)
- Peglezen, Ljubljana (1932-1934)

- Cemitério de Žale, Ljubljana (1937-1940)

Com o crescimento de Ljubljana, foi necessário mais área para novas sepulturas. Assim, Jože Plečnik foi contratado para construir a parte B do Cemitério Central de Žale, que mostrou-se mais bela que a original.
- Mercado de Peixes, Ljubljana (1939-1942)
- Ginásio de Ursuline, Ljubljana (1939-1940)
- Parlamento Nacional Esloveno, Ljubljana (Não Realizado, projeto de 1947)

Plečnik elaborou, em 1947, dois projetos para o Parlamento Esloveno. Esses projetos ficaram conhecidos como o Parlamento de Plečnik, mas ambos foram recusados em favor de um projeto mais convencional.
- Križanke, Ljubljana (1952-1956)

## Link externos
- Virtual museum of Jože Plečnik
- Jože Plečnik on Architectuul

1. ↑  tomaz (6 de dezembro de 2023). «Architecture of Joze Plecnik in Ljubljana & Beyond». Ekorna (em inglês). Consultado em 14 de setembro de 2024
2. ↑  «Exposição mostra vida e obra do principal arquiteto da Eslovênia». Jornal da USP. 22 de março de 2019. Consultado em 14 de setembro de 2024
3. ↑  «National and University Library». Culture of Slovenia (em inglês). 14 de setembro de 2023. Consultado em 17 de abril de 2025